# Домбровицький повіт
Домбровицький повіт (рос. дореф. Домбровицкій уѣздъ), або Домбровицький округ (рос. дореф. Домбровецкій округъ) — повіт Волинського намісництва Російської імперії у 1795—1797 роках. Центром повіту було місто Дубровиця.

## Історія
1 (12) травня 1795 року на землях Речі Посполитої, анексованих у 1793 і 1795 роках Російською імперією і включених до Брацлавської та Заславської губерній і Кам'янецької області, створені Волинська, Брацлавська і Подільська губернії, які в наступних офіційних документах часто також називали намісництвами.
5 (16) липня 1795 затверджений поділ Волинської губернії (намісництва) на 13 округів, одним з яких став Домбровицький округ (повіт), а його центром — місто Домбровиця. 22 січня (2 лютого) 1796 року імператорським указом були затверджені герби повітових міст новостворених губерній, серед яких і герб Домбровиці.

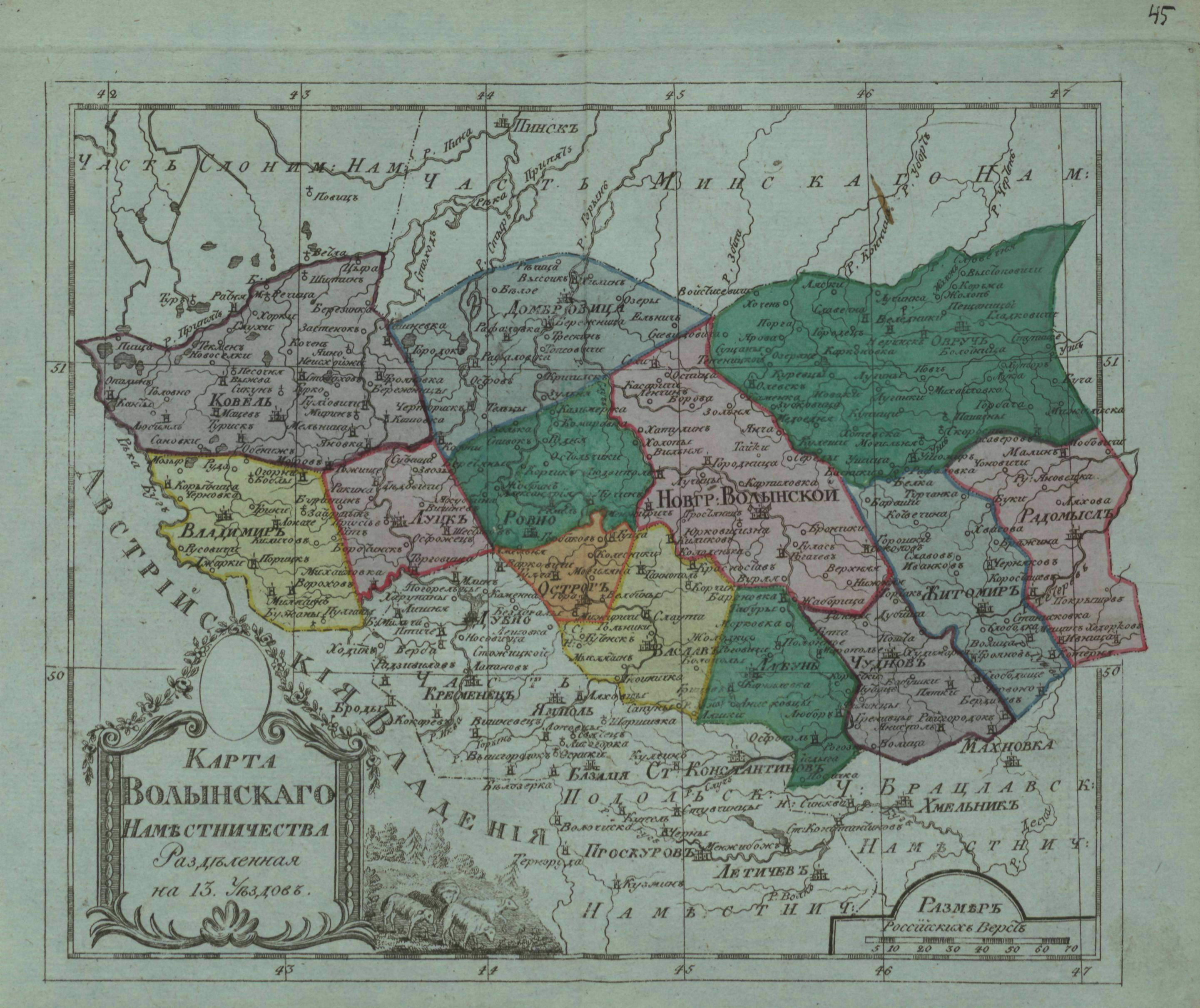
Мапа Волинського намісництва розділена на 13 повітів (1796)

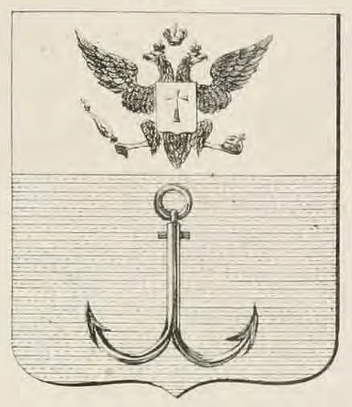
Герб Дубровиці, затверджений 1796 року

Серед поселень повіту були: Домбровиця, Бережниця, Висоцьк, Річиця, Озери, Хилін, Біле, Єльне, Тріскині, Тутовичі, Кричильськ, Зульня, Тельчі, Острів, Рафалівка, Чарторийськ, Колки та інші. Повіт межував з Ковельським (на заході), Луцьким, Рівненським (на півдні), Новоград-Волинським (на сході) повітами та з Мінським намісництвом на півночі.
Указом від 12 (23) грудня 1796 року російський імператор Павло I затвердив новий поділ країни на губернії, однією з яких була Волинська губернія. Указом від 29 серпня (9 вересня) 1797 року затверджено нові межі Волинської губернії, за якими через те, що населення повіту становило менш як 40 тис. осіб, Домбровицький повіт і місто Домбровиця стали заштатними й задля зручності приписані спочатку до сусіднього Луцького повіту, а пізніше — до Рівненського повіту.